# Intervisió (xarxa)
Intervisió (en rus: Интервидение, en polonès: Interwizja), va ser la xarxa de televisió dins de l'Organització Internacional de Ràdio i Televisió, fundada en 1960, per a l'intercanvi de programes de televisió entre els països del Bloc de l'Est d'Europa.
La comunitat tenia la central a Praga i va ser fundada per les cadenes de televisió d'Hongria, Polònia, la República Democràtica Alemanya i Txecoslovàquia. Poc després, es va unir la Televisió de la URSS , així com les cadenes de Televisió de Bulgària (1961), Romania (1962) i la República Popular de Mongòlia. 
A més d'aquests països, es van unir també l'ORF austríaca i la finlandesa YLE. En menor mesura, també es va produir un intercanvi de programes amb el festival d'Eurovisió.
De 1977 a 1980, van organitzar el Festival de la Cançó d'Intervisió com a resposta al Festival d'Eurovisió.